# Symphonie no 3 de Mozart
Pour les articles homonymes, voir Symphonie no 3.

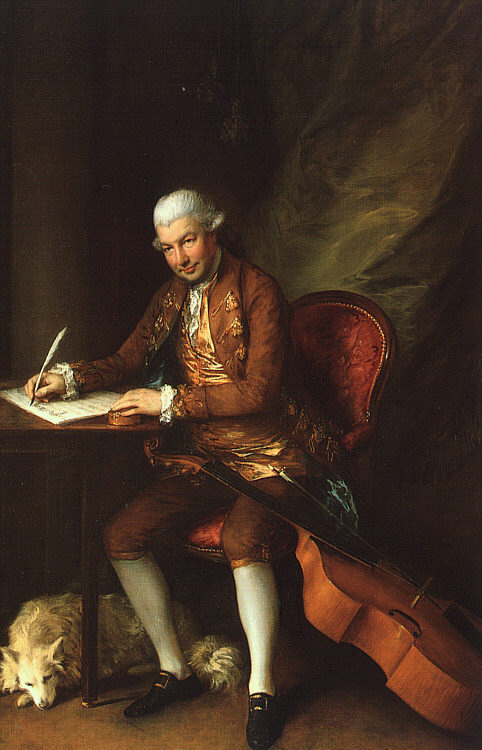
Karl Friedrich Abel, auteur de la symphonie n°3

La Symphonie no 3 en mi bémol majeur, KV 18, attribuée à Wolfgang Amadeus Mozart, est aujourd'hui considérée comme n'étant pas composée par lui-même mais plutôt par Karl Friedrich Abel, un compositeur allemand de la période pré-classique.

## Historique
Elle fut attribuée par erreur à Mozart, car une partition manuscrite de sa main fut classée comme sa Symphonie no 3 en mi bémol, et publiée en tant que telle dans la première édition complète des œuvres de Mozart par Breitkopf & Härtel. Plus tard, on découvrit que cette symphonie était en réalité une œuvre de Abel, copiée par le jeune garçon alors qu'il était en visite à Londres en 1764. Cette symphonie fut initialement publiée en tant que conclusion d'une des œuvres de Abel (six Symphonies op. 7). Toutefois la partition de Mozart diffère par rapport à celle de Abel par le fait que Mozart « substitue les parties de clarinette aux parties de hautbois ».

## Analyse
L'œuvre est en trois mouvements :
1. Allegro
2. Andante
3. Presto